# 기리탄포

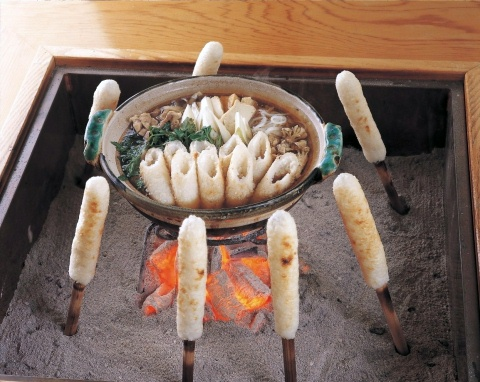
기리탄포

기리탄포(きりたんぽ)는 반 정도 으깬 밥을 지쿠와처럼 나무막대에 원통형으로 붙인 뒤 구운 일본 아키타현의 향토음식이다. 닭고기, 채소 등과 같이 끓여 먹기도 하고, 왜된장을 발라 먹기도 한다.

## 같이 보기
- 치쿠와